# Zapasy na Letnich Igrzyskach Olimpijskich 1984 – kategoria powyżej 100 kg w stylu klasycznym
Zmagania mężczyzn ponad 100 kg to jedna z dziesięciu męskich konkurencji w zapasach w stylu klasycznym rozgrywanych podczas Letnich Igrzysk Olimpijskich 1984. Pojedynki w tej kategorii wagowej odbyły się w dniach 31 lipca – 2 sierpnia.
Szwed Tomas Johansson zajął drugie miejsce, ale został zdyskwalifikowany za doping i pozbawiony srebrnego medalu. Zawodnik przyznał się do stosowania środków anabolicznych, tłumacząc iż wszedł w posiadanie niedozwolonej substancji podczas ostatnich Mistrzostw Europy. Stracił kilka kilogramów z powodu przeziębienia i chciał szybko przybrać na wadze. Środek nabył za pięć dolarów od rumuńskiego zawodnika, który zapewniał go, że będzie on możliwy do wykrycia w organizmie tylko przez dwa miesiące.

## Klasyfikacja
| Pozycja | Nazwisko            | Kraj              |
| ------- | ------------------- | ----------------- |
| 1       | Jeff Blatnick       | Stany Zjednoczone |
| 2       | Refik Memišević     | Jugosławia        |
| 3       | Victor Dolipschi    | Rumunia           |
| 4       | Panajotis Pikilidis | Grecja            |
| 5       | Hasan al-Haddad     | Egipt             |
| 6       | Masaya Andō         | Japonia           |
| .       | Antonio La Penna    | Włochy            |
| DQ      | Tomas Johansson     | Szwecja           |

## Zasady[3]
Uczestnicy zostali podzieleni na dwie grupy. Zawodnik który przegrał dwie walki odpadł z dalszej rywalizacji.
- TF — Łopatki
- PP — Na punkty (1-7 punktów różnicy, pokonany zdobył punkty)
- PO — Na punkty (1-7 punktów różnicy, pokonany bez punktów)
- PS — Pasywność (Przy prowadzeniu różnicą 8-11 punktów)
- P1 — Pasywność (Przy prowadzeniu różnicą 1-7 punktów)
- DC — Decyzja (Przy wyniku 0-0)
- DQ1 — Dyskwalifikacja obustronna, pasywność

## Wyniki

### Rundy eliminacyjne

#### Grupa A
| Przegrane | Zawodnik            | Wynik    | Czas/Punkty | Zawodnik            | Przegrane |         |
| Runda 1   | Runda 1             | Runda 1  | Runda 1     | Runda 1             | Runda 1   | Runda 1 |
| --------- | ------------------- | -------- | ----------- | ------------------- | --------- | ------- |
| 0         | Jeff Blatnick       | 3-0 P1   | 5:12        | Refik Memišević     | 1         |         |
| 0         | Panajotis Pikilidis | 3-1 PP   | 11-7        | Masaya Andō         | 1         |         |
| Runda 2   |                     |          |             |                     |           |         |
| 1         | Jeff Blatnick       | 1-3 PP   | 3-4         | Panajotis Pikilidis | 0         |         |
| 1         | Refik Memišević     | 3-0 P1   | 4:52        | Masaya Andō         | 2         |         |
| Finał     |                     |          |             |                     |           |         |
|           | Jeff Blatnick       | 3-0 P1   | 5:12        | Refik Memišević     |           |         |
|           | Jeff Blatnick       | 1-3 PP   | 3-4         | Panajotis Pikilidis |           |         |
|           | Refik Memišević     | 3.5-0 PS | 5:27        | Panajotis Pikilidis |           |         |

#### Klasyfikacja
| Zawodnik            | Przegrane | Runda | Punktacja | Finał |
| ------------------- | --------- | ----- | --------- | ----- |
| Jeff Blatnick       | 1         | -     | 4         | 4     |
| Refik Memišević     | 1         | -     | 3         | 3.5   |
| Panajotis Pikilidis | 0         | -     | 6         | 3     |
| Masaya Andō         | 2         | 2     | 1         |       |

#### Grupa B
| Przegrane | Zawodnik         | Wynik   | Czas/Punkty | Zawodnik         | Przegrane |         |
| Runda 1   | Runda 1          | Runda 1 | Runda 1     | Runda 1          | Runda 1   | Runda 1 |
| --------- | ---------------- | ------- | ----------- | ---------------- | --------- | ------- |
| 1         | Antonio La Penna | 1-3 DC  | 0-0         | Hasan al-Haddad  | 0         |         |
| 1         | Victor Dolipschi | 0-0 DQ1 | 4:52        | Tomas Johansson  | 1         |         |
| Runda 2   |                  |         |             |                  |           |         |
| 2         | Antonio La Penna | 0-4 TF  | 4:24        | Victor Dolipschi | 1         |         |
| 1         | Hasan al-Haddad  | 0-4 TF  | 0:22        | Tomas Johansson  | 1         |         |
| Finał     |                  |         |             |                  |           |         |
|           | Victor Dolipschi | 0-0 DQ1 | 4:52        | Tomas Johansson  |           |         |
|           | Hasan al-Haddad  | 0-4 TF  | 4:22        | Tomas Johansson  |           |         |
|           | Hasan al-Haddad  | 0-3 P1  | 3:19        | Victor Dolipschi |           |         |

#### Klasyfikacja
| Zawodnik         | Przegrane | Runda | Punktacja | Finał |
| ---------------- | --------- | ----- | --------- | ----- |
| Tomas Johansson  | 1         | -     | 4         | 4     |
| Victor Dolipschi | 1         | -     | 4         | 3     |
| Hasan al-Haddad  | 1         | -     | 3         | 0     |
| Antonio La Penna | 2         | 2     | 1         |       |

### Runda finałowa[10]
| Zawodnik            | Wynik           | Czas/Punkty     | Zawodnik         |                 |
| O piąte miejsce     | O piąte miejsce | O piąte miejsce | O piąte miejsce  | O piąte miejsce |
| ------------------- | --------------- | --------------- | ---------------- | --------------- |
| Panajotis Pikilidis | 3-1 PP          | 7-3             | Hasan al-Haddad  |                 |
| O brązowy medal     |                 |                 |                  |                 |
| Refik Memišević     | 4-0 P1          | 4:16            | Victor Dolipschi |                 |
| Finał               |                 |                 |                  |                 |
| Jeff Blatnick       | 3-0 PO          | 2-0             | Tomas Johansson  |                 |